# Next.e.GO Mobile

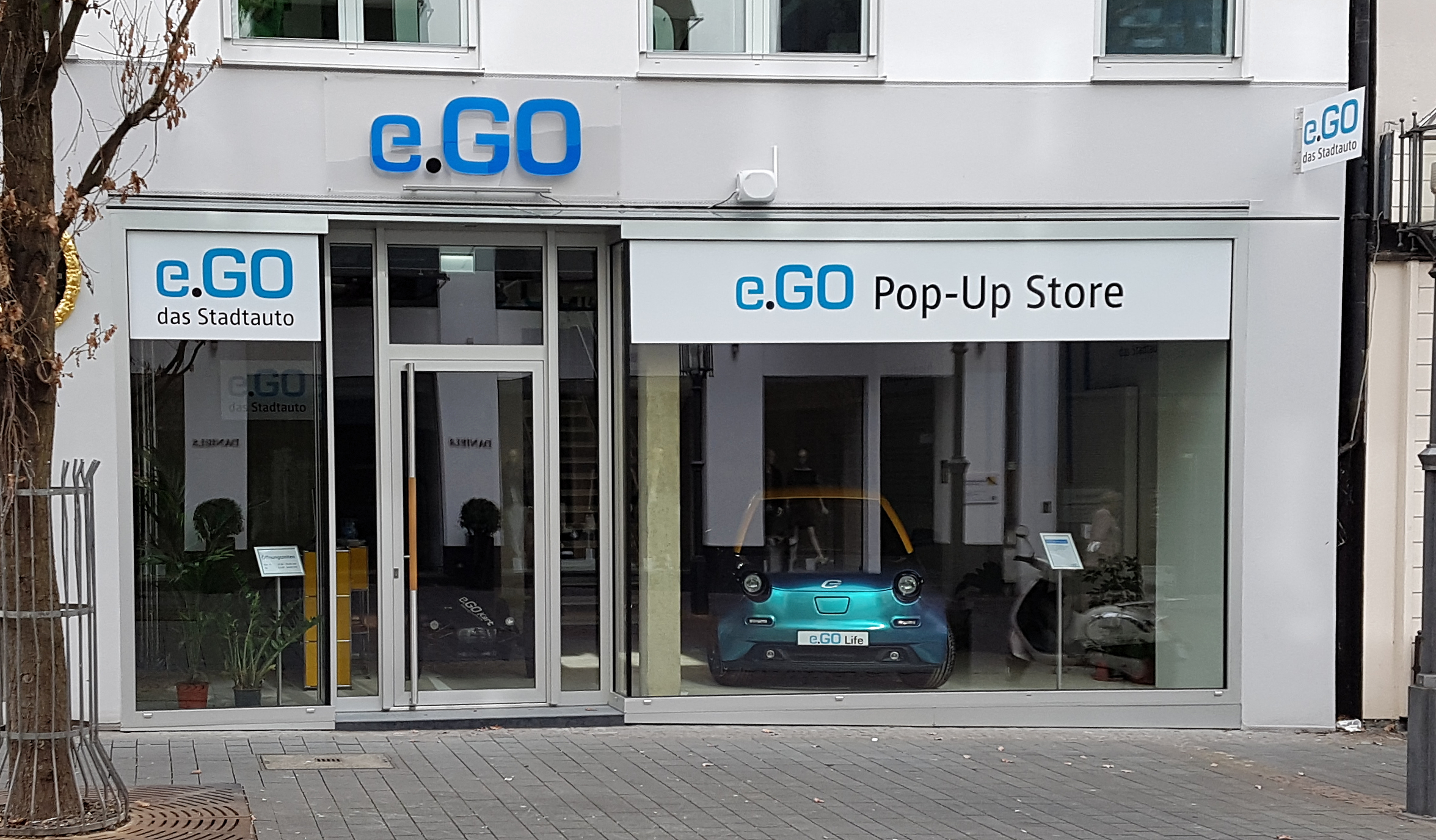
Salon sprzedaży e.GO w Bonn

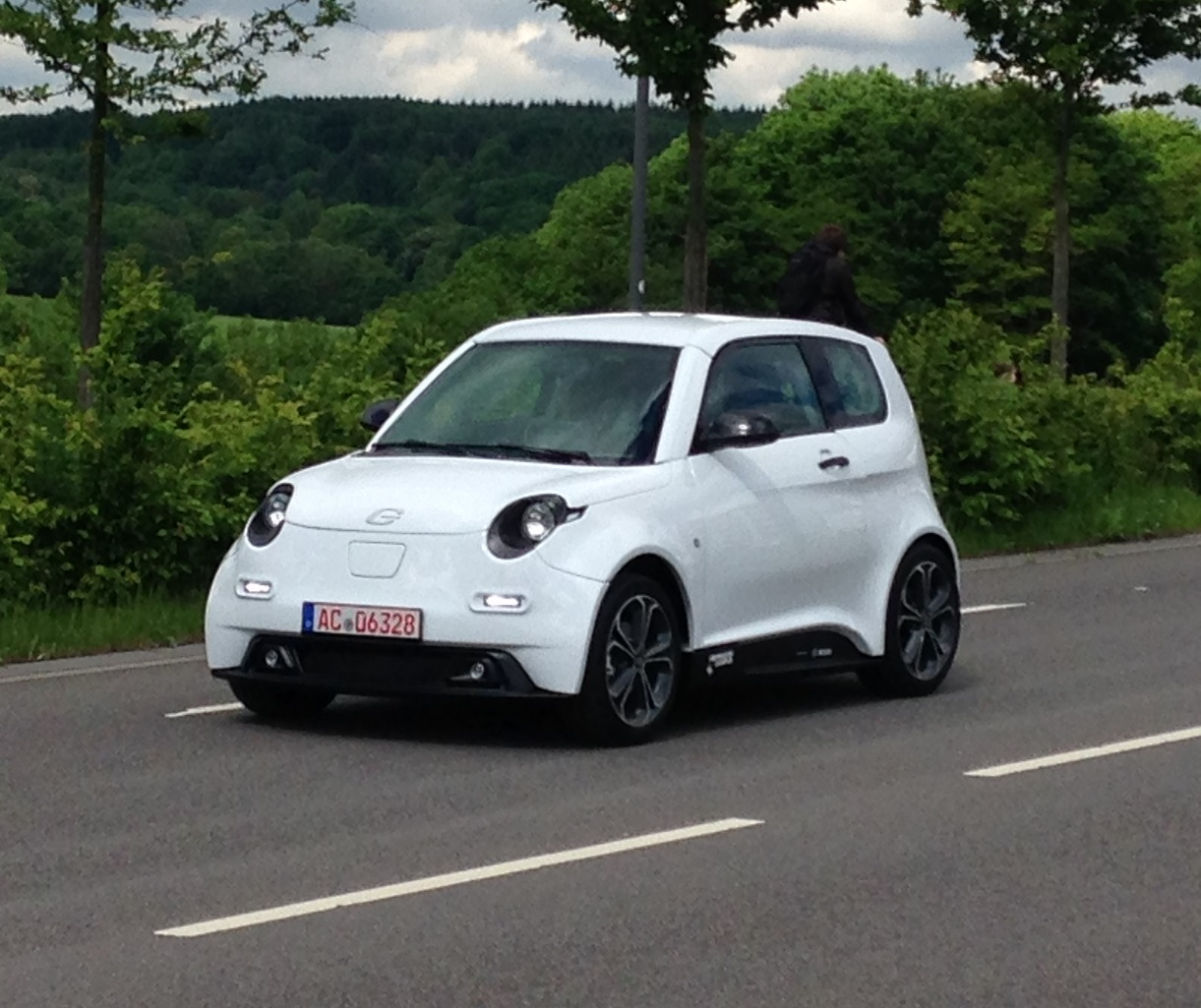
e.GO Life

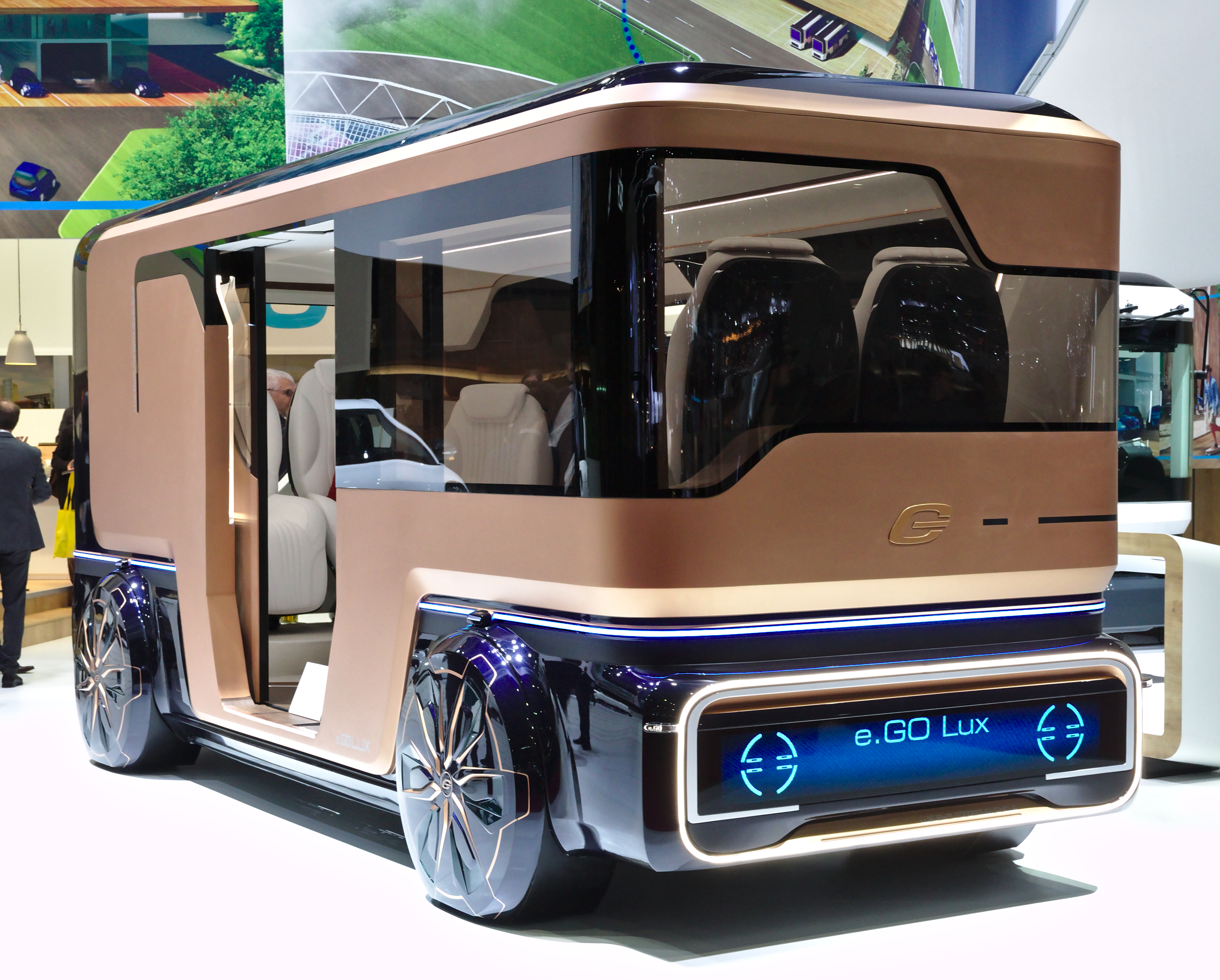
e.GO Lux

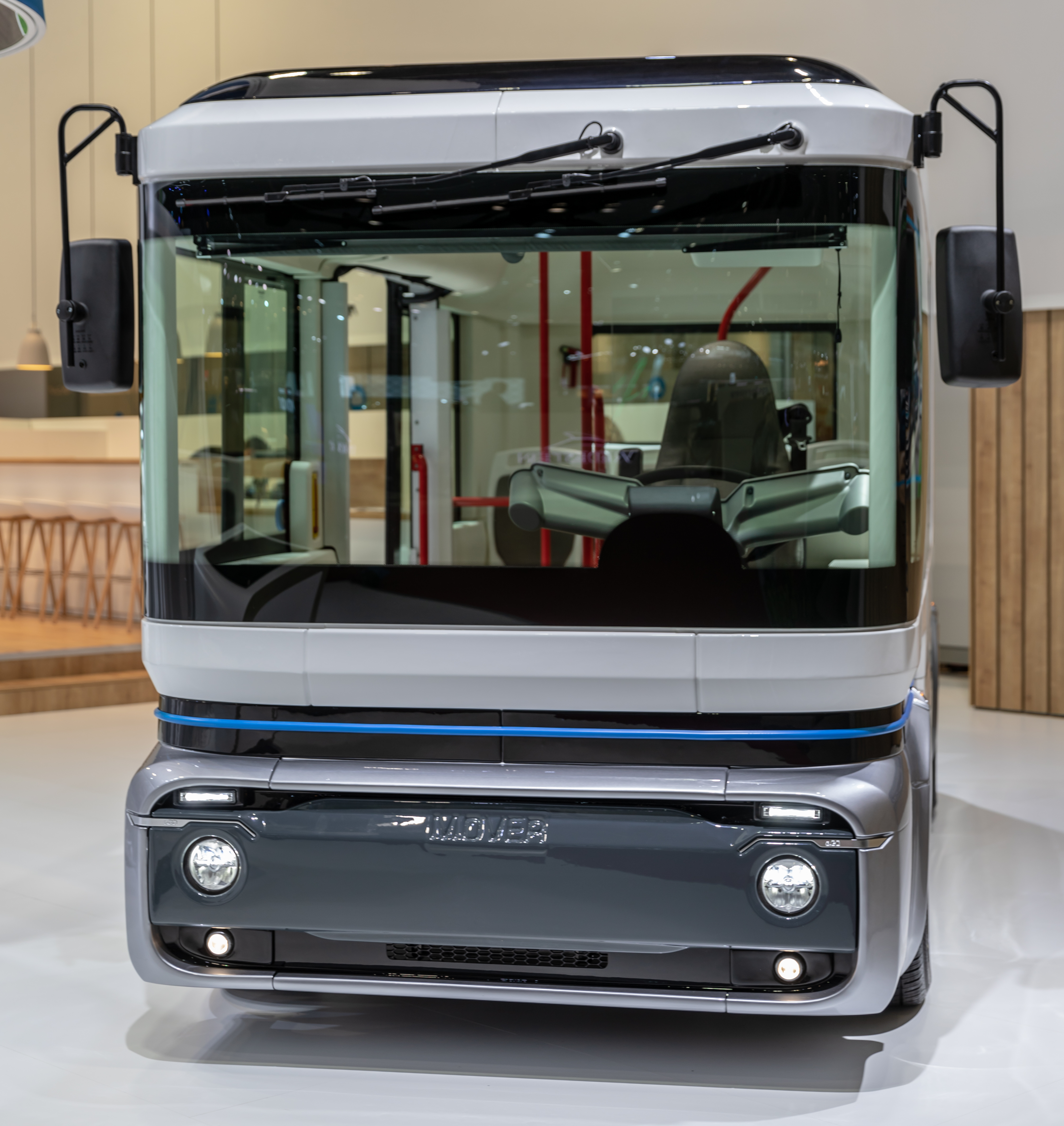
e.GO Mover

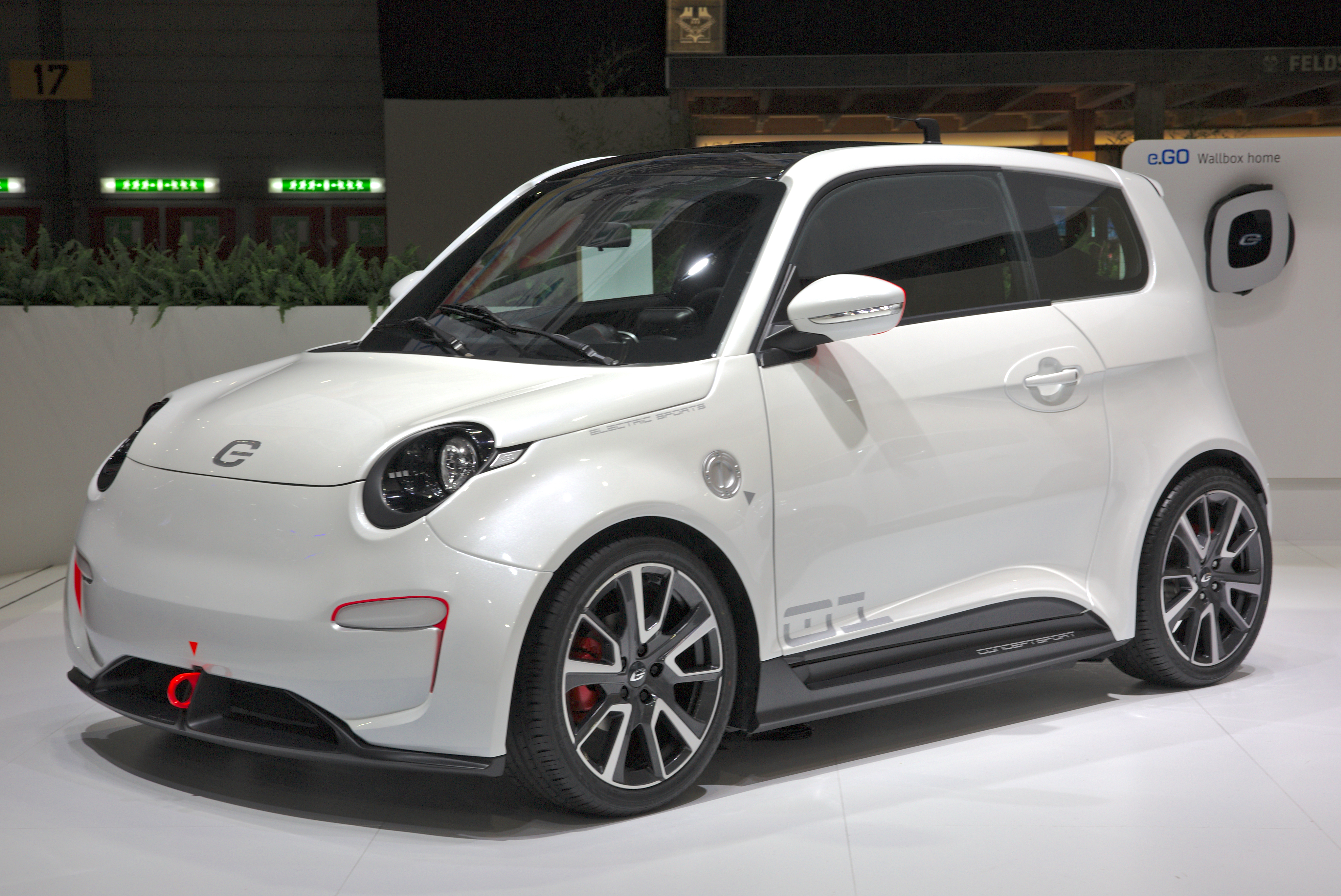
e.GO Life Sport Concept

Next.e.GO Mobile SE – niemiecki producent elektrycznych samochodów i autobusów z siedzibą w Akwizgranie działający od 2015 roku.

## Historia

### e.GO Mobile
Startup e.GO Mobile koncentrujący się na rozwoju miejskich samochodów elektrycznych został założony w 2015 roku w niemieckim Akwizgranie przez profesora tutejszej politechniki, Günthera Schuha. Wcześniej wsławił się on jako współzałożyciel innego startupu skoncentrowanego na rozwoju samochodów elektrycznych, specjalizującego się w drobnych furgonetkach StreetScooter. Przez kolejne 2 lata zespół konstruktorów prowadził prace nad pierwszym modelem elektrycznego pojazdu marki e.GO, prezentując go w gotowej do seryjnej produkcji formie pod nazwą e.GO Life w marcu 2017 roku podczas targów technologicznych Cebit w Hanowerze.
W maju 2017 roku e.GO Mobile rozpoczęło zbieranie zamówień na hatchbacka e.GO Life, przez kolejne niecały rok, do kwietnia 2018 roku, gromadząc 3,2 tysiąca chętnych na zakup klientów na pojazd z ceną wywoławczą 15,9 tyiąca euro. W tym samym roku, w czerwcu 2018, e.GO Mobile zakończyło budowę i wykończenie swoich pierwszych zakładów produkcyjnych, otwierając fabrykę w rodzimym Akwizgranie. W ich powstanie zainteswoano 25,7 miliona euro, z czego 2,6 miliona zostało dofinansowane przez rząd Nadrenii Północnej-Westfalii. W momencie otwarcia na powierzchni 16 tysięcy metrów kwadratowych określono roczne moce produkcyjne na 10 tysięcy egzemplarzy, z załogą pracowników wynoszącą wówczas 142 osoby.
Podczas wystawy samochodowej Geneva Motor Show w marcu 2019 roku e.GO Mobile przedstawiło na swoim stanowisku obszerne plany związane z rozwojem swojej oferty modelowej. Oprócz znanego już modelu e.GO Life zaprezentowano także studyjną wariację pod postacią usportowionego modelu e.GO Life Sport, a także swój drugi produkcyjny model - w pełni elektryczny, niewieki autbobus e.GO Mover.
W tym samym roku, w maju, rozpoczęły się dostawy pierwszych egzemplarzy e.GO Life, z czego wśród pierwszych nabywców miejskiego samochodu elektrycznego znalazł się ówczesny premier Nadrenii Północnej-Westfalii, Armin Laschet, a także prof. Ulrich Rüdiger, rektor politechniki akwizgrańskiej i burmistrz Akwizgranu, Marcel Philipp. Do początku 2020 roku e.GO Mobile dostarczyło łącznie 500 egzemplarzy e.GO Life do nabywców.

### Kryzys
W lutym 2020 roku przedstawiono kolejną, po zeszłorocznym studium e.GO Life Sport, prototypową wariację na temat modelu e.GO Life, która przyjęła tym razem postać stylizowanego na crossovera pojazdu e.GO Life Cross. W kolejnym miesiącu, gdy wybuchła pandemia COVID-19 i doprowadziła do globalnego kryzysu gospodarczego wywołanego obostrzeniami w wielu krajach, w poważnym stopniu naruszyła ona kondycję finansową e.GO Mobile. W kwietniu 2020 zarząd przedsiębiorstwa, które wówczas działało jako spółka akcyjna, ogłosiło niewypłacalność i złożyło do sądu wniosek o postępowanie naprawcze.

### Next.e.GO Mobile
Postępowanie naprawcze dobiegło końca we wrześniu 2020 roku, w wyniku której dotychczasowa spółka akcyjna e.GO Mobile AG została w całości kupiona przez nowo utworzoną w jej miejsce spółkę europejską o nazwie Next.e.GO Mobile SE. Jej większościowym udziałowcem stała się holenderska spółka branży nieruchomości, Industrial Investment B.V.
W grudniu grecka spółka inwestycyjna, Enterprise Greece, zawarła wstępne porozumienie z Next.e.GO Mobile w sprawie budowy drugiej fabryki samochodów marki e.GO, tym razem na terenie Grecji w ciągu najbliższych dwóch lat od czasu podpisania umowy. Z kolei w lipcu 2021 roku zawarto kolejne porozumienie, tym razem z Ministrem Ekonomii Bułgarii Kiriłem Petkowem, w sprawie otwarcia zakładów produkcyjnych na terenie tego kraju. W ten sposób dawna fabryka rowerów Balkan w Łoweczu należąca do biznesmena Kiriła Domuscziewa ma zostać przekształcona w zakłady produkujące samochody elektryczne e.GO Life wraz z pochodnymi wariantami.

## Modele samochodów

### Obecnie produkowane
- Life

### Studyjne
- e.GO Mover (2019)
- e.GO Lux (2019)
- e.GO Life Sport (2019)
- e.GO Life Cross (2020)